# Salvatierra de Esca
Salvatierra de Esca – gmina w Hiszpanii, w prowincji Saragossa, w Aragonii, o powierzchni 81,24 km². W 2011 roku gmina liczyła 210 mieszkańców.